# Petsikkojärvi
Petsikkojärvi eller Petsikajävri är en sjö i Finland. Den ligger i kommunen Enare i landskapet Lappland, i den norra delen av landet, 1 000 km norr om huvudstaden Helsingfors. Petsikkojärvi ligger 256,6 meter över havet. Omgivningarna runt Petsikkojärvi är i huvudsak ett öppet busklandskap. Arean är 64 hektar och strandlinjen är 5,03 kilometer lång. Sjön  ingår i Pasvik älvs huvudavrinningsområde. 